# آرامگاه جغتین
مقبره جغتین مربوط به سدهٔ ۸ هجری است و در شهرستان گناباد، روستای گیسور واقع شده و این اثر در تاریخ ۲۵ آذر ۱۳۷۵ با شمارهٔ ثبت ۱۸۰۵ به‌عنوان یکی از آثار ملی ایران به ثبت رسیده‌است.